# Tegenaria velox
Tegenaria velox är en spindelart som beskrevs av Cornelius Chyzer 1897. Tegenaria velox ingår i släktet husspindlar, och familjen trattspindlar.
Artens utbredningsområde är Rumänien. Inga underarter finns listade i Catalogue of Life.